# Reinmar von Zweter

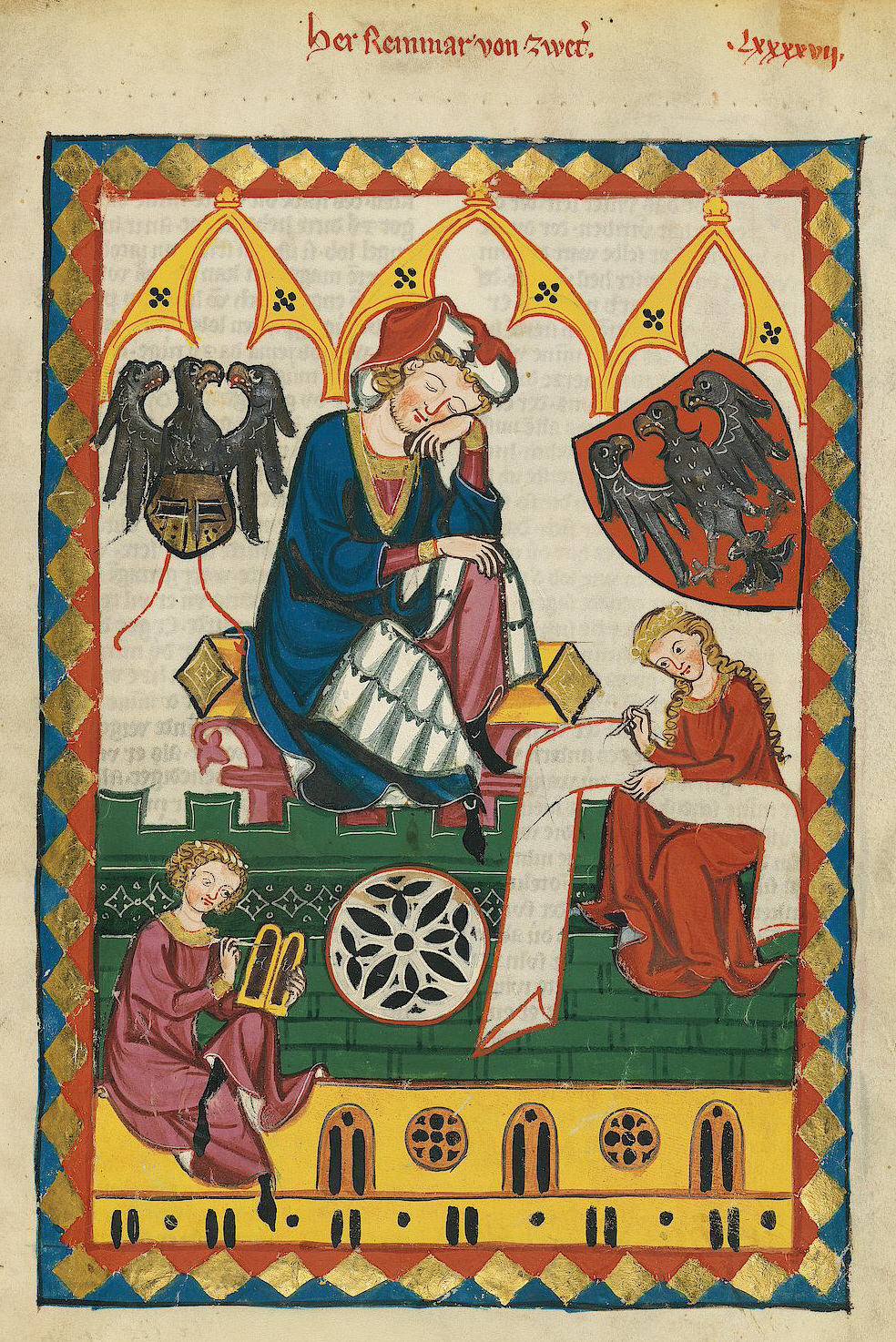
Herr Reinmar von Zweter (Codex Manesse, 14. Jh.)

Reinmar von Zweter (* um 1200 vermutlich in Zeutern, heute zu Ubstadt-Weiher in Baden-Württemberg; † nach 1248 angeblich in Eßfeld) war ein deutscher Spruchdichter und wahrscheinlich ritterlicher Herkunft aus dem Geschlecht der Herren von Zeutern.

## Leben
Reinmar von Zweter ist nach eigenen Angaben (Spruch Nr. 150) „am Rhein geboren und in Österreich aufgewachsen“. Er begann seine dichterische Laufbahn um 1227 (Spruch Nr. 125) in Österreich. Neben einer ersten Zeit am Babenberger Hof (unter Leopold VI. und Friedrich II.), die eventuell unter dem Einfluss Walthers von der Vogelweide gestanden haben könnte (G. Roethe), lässt sich zudem (zum Beispiel anhand der Sprüche Nr. 136–141) ab 1234/35 ein Aufenthalt in Böhmen am Prager Hof Wenzels I. nachweisen.
Nach 1241 muss man, da anderweitige Indizien fehlen und auf Grund der wechselnden Parteinahme Reinmars in seinen Sprüchen, von einem Leben auf Wanderschaft im Dienste verschiedener Gönner ausgehen. Der letzte datierbare Spruch Reinmars stammt aus dem Jahre 1248 (Spruch Nr. 223).
Reinmar von Zweter gilt als bedeutender Vertreter der Sangspruchdichtung zwischen Walther von der Vogelweide und Frauenlob. Auf Grund seiner hohen Formkunst wurde er von den Meistersingern zu den 12 Begründern der Meisterkunst gezählt.
Reinmar soll um 1260 in Eßfeld bei Giebelstadt gestorben sein. Ein     weit später vor der dortigen Nikolauskapelle errichteter Gedenkstein erinnert an den Minnesänger. Die einzige Quelle, die Eßfeld als letzte Ruhestätte Reinmars nennt, ist allerdings die zwischen 1345 und 1354 verfasste Würzburger Liederhandschrift, die Reinmar im weiteren Verlauf mit Reinmar von Hagenau verwechselt.

## Werk
Kernstück des überlieferten Werks Reinmars von Zweter sind ein religiöser Leich sowie die Sprüche im sogenannten Frau-Ehren-Ton, welche vor allem in den Handschriften C (Große Heidelberger oder Manessische Liederhandschrift, cod. pal. germ. 848; früher Pariser Liederhandschrift) und D (Heidelberg, cod. pal. germ. 350) überliefert sind.
Handschrift C beinhaltet den oben genannten Leich (allerdings unvollständig) und 219 Sprüche, davon 217 im Ehrenton; Handschrift D insgesamt 215 Sprüche. Da 139 Sprüche doppelt überliefert sind, liefern C und D zusammen 239 Sprüche.
Neben diesen beiden für die Reinmar-Überlieferung wichtigsten Handschriften sind weitere Werke des Dichters in ca. 30 Handschriften und Fragmenten überliefert. Insgesamt verfügt die Forschung so über den Leich und rund 260 Sangsprüche, für die Reinmars Autorschaft gesichert scheint; bei 22 unter Reinmars Namen überlieferten Strophen ist dies strittig, 27 Strophen werden als unecht angesehen.